# Canistro
Canistro est une commune de la province de L'Aquila dans la région Abruzzes en Italie.

## Administration
| Période                                  | Période  | Identité       | Étiquette | Qualité |
| ---------------------------------------- | -------- | -------------- | --------- | ------- |
| 30 mai 2006                              | En cours | Angelo Mariani |           |         |
| Les données manquantes sont à compléter. |          |                |           |         |

### Hameaux
Canistro Superiore 

### Communes limitrophes
Capistrello, Civitella Roveto, Filettino (FR), Luco dei Marsi